# Хория Колибашану
Хория Колибашану е румънски алпинист и зъболекар. Той е първият румънец, изкачил върховете К2, Манаслу, Дхаулагири, Анапурна и Кангчендзьонга, при това без допълнителен кислород. Изкачил е общо 11 върха над 8000 m н.в., както и други трудни върхове.
През 2009 г. Хория получава наградата „Духът на алпинизма“ на „Златен ледокоп“ за участието си в спасителната операция на Иняки Очоа де Олза.

## Биографични бележки
Роден е на 4 януари 1977 г. в Тимишоара, Румъния. Посещава общообразователно училище и гимназия в Слатина, окръг Олт. Завършва факултета по дентална медицина в Тимишоара през 2001 г. Работи като зъболекар.

## Изкачени осемхилядници
- 2004 – K2 (8611 м) – първото румънско изкачване, без допълнителен кислород[2][3]
- 2006 – Манаслу (8163 м) – първото румънско изкачване, без допълнителен кислород[4]
- 2007 – Дхаулагири (8167 м) – първото румънско изкачване, без допълнителен кислород[5]
- 2009 – Централен връх на Шиша Пангма (8013 м) – без допълнителен кислород[6]
- 2010 – Анапурна (8091 м) – първото румънско изкачване, без допълнителен кислород[7]
- 2011 – Макалу (8481 м) – без допълнителен кислород[8]
- 2013 – Лхоце (8 516 м) – първото румънско изкачване, без допълнителен кислород[8]
- 2014 – Главният връх на Шишапангма (8027 м) – без допълнителен кислород
- 2017 – Еверест (8848 м) – първото румънско изкачване без допълнителен кислород[9]
- 2022 – Kangchenjunga (8586 м) – първото румънско изкачване, без допълнителен кислород
- 2023 – Броуд Пик (8051 м) – без допълнителен кислород

## Други забележителни изкачвания
- 1998 – Гумачи (3805 м), Елбрус (5642 м)
- 1999 – Хан Тенгри (7010 м)
- 2002 – Елбрус (5648 м)
- 2003 – Матерхорн (4462 м) – през Лъвския хребет – Италия

## Награди и отличия
- 2005 – Почетен гражданин на община Слатина

- 2006 – Почетен гражданин на община Тимишоара
- 2007 – „Спортист на годината 2007 във височинния алпинизъм“, присъдена от Румънската федерация по алпинизъм и катерене (заедно с Александру Гаван).
- 2008 – Диплома за отлични постижения, присъдена от румънското посолство в Мадрид; номинация за „Награда на принца на Астурия“, категория спорт; златен медал „Спортни заслуги“ от правителството на Навара.
- 2009 – награда „Духът на алпинизма“ на наградите „Златен ледокоп“ (Piolet d'Or).
- 2010 – награда „Спортист на годината 2010 в алпинизма“, присъдена от Румънската федерация по алпинизъм и катерене